# Charles Stross
Charles David George „Charlie” Stross (n. 18 octombrie 1964, Leeds) este un scriitor britanic de science fiction, horror Lovecraftian și fantasy.
Stross este specializat în hard science fiction și space opera. Din generația sa fac parte Alastair Reynolds, Ken MacLeod, Liz Williams, Neal Asher și Richard Morgan.

## Lucrări (selecție)

### Non-ficțiune
- The Web Architect's Handbook (1996, ISBN 0-201-87735-X)

### Colecții
- Toast: And Other Rusted Futures (2002, ISBN 1-58715-413-7) disponibilă online, conține:
  - “Antibodies” (Interzone 157, iulie 2000)
  - “Bear Trap” (Spectrum SF 1, ianuarie 2000)
  - “A Colder War” (Spectrum SF 3, august 2000) disponibilă online Arhivat în 11 iulie 2009, la Wayback Machine.
  - “Toast: A Con Report” (Interzone, august 1998)
  - “Extracts from the Club Diary” (Odyssey 3, 1998)
  - “Ship of Fools” (Interzone 98, iunie 1995)
  - “Dechlorinating the Moderator” (Interzone 101, 1996)
  - “Yellow Snow” (Interzone 37, iulie 1990)
  - “Lobsters” (Asimov’s SF Magazine, iunie 2001); nominalizare în 2002 la Premiul Hugo pentru cea mai bună nuveletă[13]
- Wireless (2009, ISBN 978-0-441-01719-5), conține
  - “Missile Gap” (One Million A.D., 2005, editată de Gardner Dozois, ISBN 978-0-73946-273-7)
  - “Rogue Farm” (Live Without a Net, 2003, editată de Lou Anders, ISBN 978-0451459459)
  - “A Colder War” (Spectrum SF 3, 2000) disponibilă online Arhivat în 11 iulie 2009, la Wayback Machine.
  - “MAXOS” (Nature, 2005)
  - “Down on the Farm” (Tor.com, 2008) disponibilă online Arhivat în 18 martie 2015, la Wayback Machine.
  - “Unwirer” cu Cory Doctorow (ReVisions, 2004 editare de Julie E. Czerneda și Isaac Szpindel, ISBN 978-0-75640-240-2)
  - “Snowball's Chance” (Nova Scotia: New Scottish Speculative Fiction, 2005, editare de Neil Williamson și Andrew J. Wilson, ISBN 978-1-84183-086-5)
  - “Trunk and Disorderly” (Asimov's Science Fiction, 2007)
  - “Palimpsest”; câștigătoare în 2010 a Premiului Hugo pentru cea mai bună nuvelă[14]

### Ficțiune scurtă
- A Colder War (2000, nuveletă) disponibilă online
- Halo (2002, nuveletă)
- Missile Gap (2007, ISBN 1-59606-058-1; nuvelă) disponibilă online Arhivat în 11 iulie 2009, la Wayback Machine.
- Minutes of the Labour Party Conference 2016 (2007, Glorifying Terrorism, povestire)

### Romane de sine-stătătoare
- Scratch Monkey (terminat în 1993; publicat în 2011[15]) disponibilă online
- Accelerando (2005, ISBN 0-441-01284-1) disponibilă online. O colecție de povestiri scurte, asamblate ca un roman, care prezintă viața unui bărbat și a fiicei sale atât înainte cât și după singularitate.

- Glasshouse (2006, ISBN 0-441-01403-8)

### Seria „Saturn's Children”
- Saturn's Children (2008, ISBN 0-441-01594-8)
- Neptune's Brood (2013, ISBN 0-425-25677-4)[15]

### Seria Eschaton
- Singularity Sky (2003, ISBN 0-441-01072-5)
  - ro.: Spațiul singularității  (2009, 	ISBN 978-973-733-237-0). Traducere din limba engleză Mona Călinescu
- Iron Sunrise (2004, ISBN 1-84149-335-X)
  - ro.: Răsărit de fier (2009, 	ISBN 978-973-733-265-3). Traducere din limba engleză Mona Călinescu

### Seria "Bob Howard — Laundry"
- The Atrocity Archives (2004, ISBN 1-930846-25-8; conține în plus și povestirea The Concrete Jungle, care a câștigat în 2005 un Hugo pentru cea mai bună nuvelă[16])
- The Jennifer Morgue (2006, ISBN 1-930846-44-4; conține în plus și povestirea Pimpf)
- Down on the Farm (nuveletă din 2008) disponibilă online
- Overtime (nuveletă din 2009) disponibilă online
- The Fuller Memorandum (2010, ISBN 1-84149-770-3)
- The Apocalypse Codex (2012[15])

Stross a autorizat, dar nu a contribuit ca autor, un joc video RPG oficial, The Laundry (Spălătoria) (2010, ISBN 1-907204-93-8, Gareth Hanrahan, editat de Cubicle 7) și o serie de suplimente pe baza seriei "Bob Howard — Laundry". . Sistemul utilizează o adaptare a regulilor de joc din RPG-ul Call of Cthulhu (sub o licență de la Chaosium).

### SeriaHalting State
- Halting State (2007, ISBN 978-0-441-01498-9)
- Rule 34 (2011, ISBN 978-0-441-02034-8)[20])
- The Lambda Functionary (plănuită pentru a apărea în 2014[15])

### SeriaMerchant Princes
- The Family Trade (2004, ISBN 0-7653-0929-7)
- The Hidden Family (2005, ISBN 0-7653-1347-2)
- The Clan Corporate (2006, ISBN 0-7653-0930-0)
- The Merchants' War (2007, ISBN 0-7653-1671-4)
- The Revolution Business (2009, ISBN 0-7653-1672-2)
- The Trade of Queens (2010, ISBN 0-7653-1673-0)

### Antologii
- Timelike Diplomacy (2004; combină Singularity Sky și Iron Sunrise) (Science Fiction Book Club)
- On Her Majesty's Occult Service (2007, combină The Atrocity Archives și The Jennifer Morgue) (Science Fiction Book Club)